# Rijksmuseum Boerhaave
Rijksmuseum Boerhaave är ett vetenskapshistoriskt museum i Leiden i Nederländerna, som är uppkallad efter botanisten, kemisten och läkaren Herman Boerhaave. 
Samlingarna består av omkring 
120 000 föremål, böcker, bilder och modeller inom alla vetenskapliga discipliner, dock främst medicin, fysik och astronomi. Bland höjdpunkterna kan nämnas meridiancirkeln från Leidens observatorium, Albert Einsteins reservoarpenna,  världens första dialysapparat och Maria Sibylla Merians bok Metamorphosis Insectorum Surinamensium.
I den medicinska avdelningen finns bland annat vaxmodeller av olika sjukdomar och en rekonstruerad anatomisk teater som utnyttjas för demonstrationer. 
Rijksmuseum Boerhaave tilldelades European Museum of the Year Award år 2019.

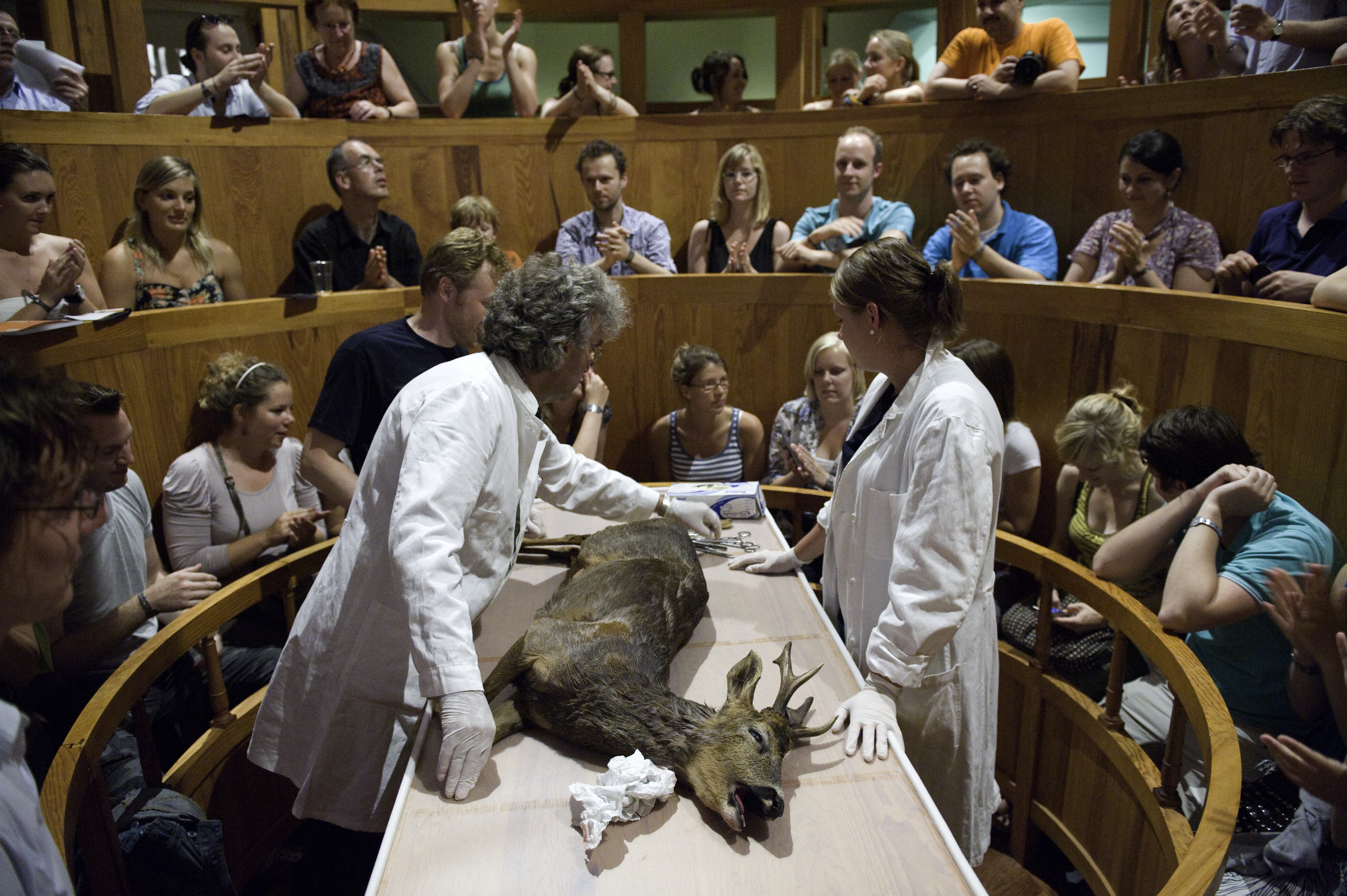
Obduktion av ett rådjur i den anatomiska teatern.
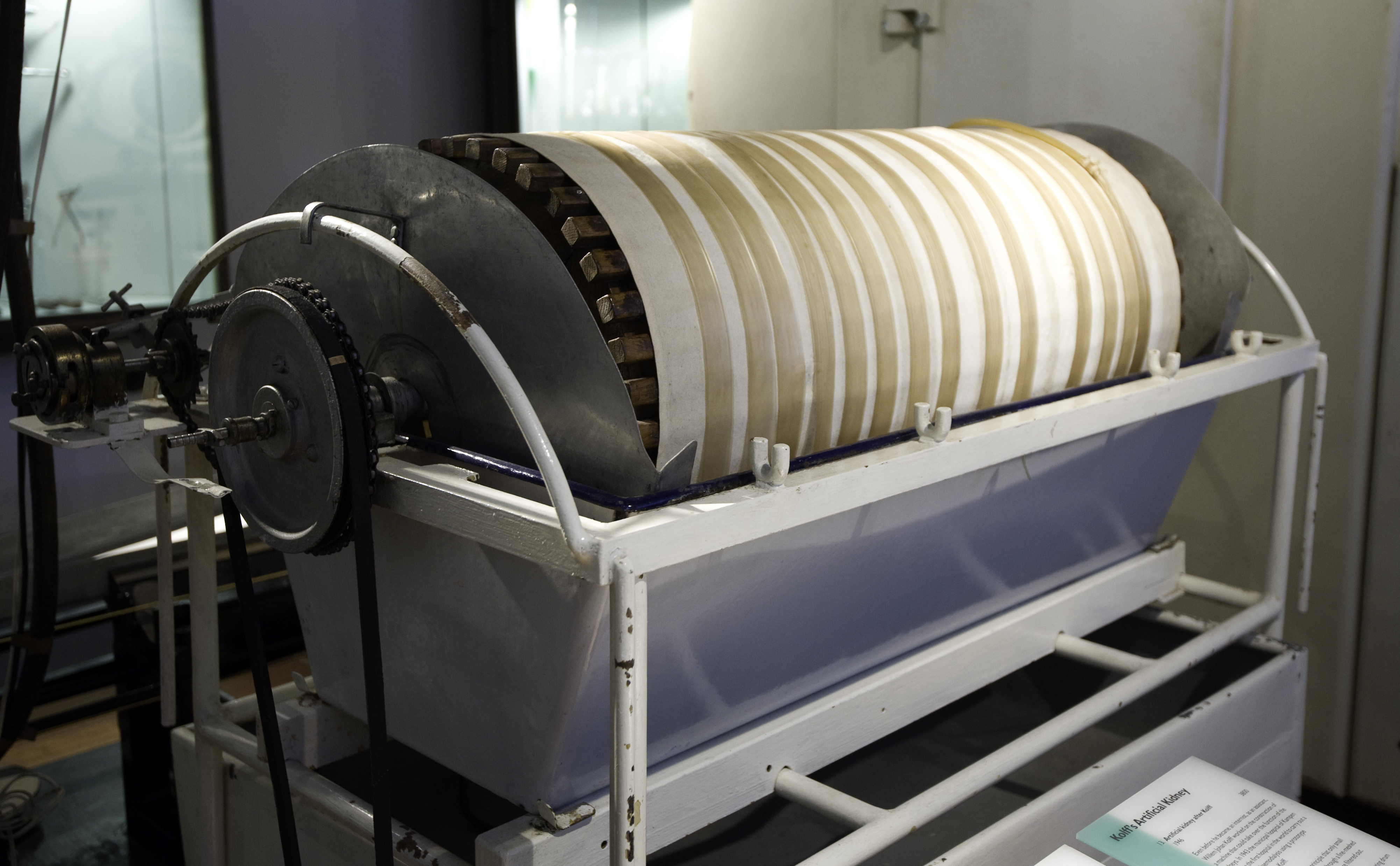
Världens första dialysapparat.
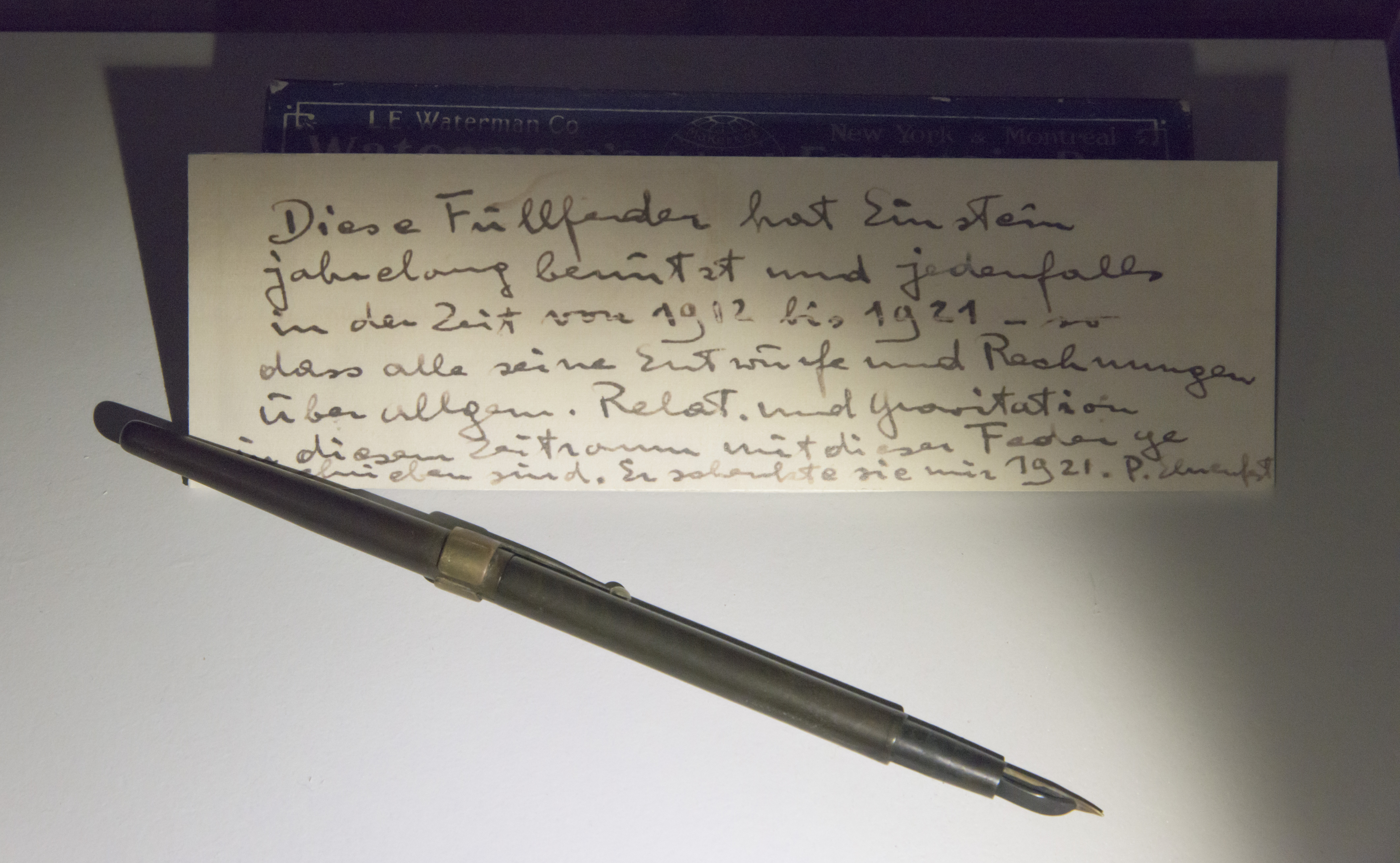
Albert Einsteins reservoarpenna.